# St Chad's
St Chad's est une localité à Terre-Neuve-et-Labrador au Canada.

## Source
- (en) Cet article est partiellement ou en totalité issu de l’article de Wikipédia en anglais intitulé « St. Chad's, Newfoundland and Labrador » (voir la liste des auteurs).